# 미카타정 (효고현)
미카타정(美方町)은 효고현 미카타군에 설치되었던 정이다. 현재의 가미정에 해당한다.
2005년 4월 1일, 과거의 미카타군 가스미정, 무라오카정과 합병해 미카타군 가미정이 되었기 때문에 소멸하였다.

## 지리
효고현 북부의 다지마 지방에 위치하고 사방이 산으로 둘러싸인 매우 자연이 풍요로운 정이였다.

## 역사
- 1955년 4월 1일 - 오지로촌, 이소촌이 합병해 성립하였다.
- 1961년 4월 1일 - 구 이소촌에 해당했던 오아자 나가이타, 와다, 이리에, 가와이, 마루미, 하라, 나가세, 다카쓰, 나가스, 미토리, 야마다, 사카이, 게비오카, 구마나미가 무라오카정에 편입되었다.
- 2005년 4월 1일 - 무라오카정, 기노사키군 가스미정과 합병해 가미정이 성립하였다. 동일 미카타정은 폐지되었다.

## 교통

### 도로
- 국도 제482호선 (일본)(일본어판)